# Сосновецьке гето
Сосновецьке гетто (нім. Ghetto von Sosnowitz) — гетто часів Другої світової війни, створене нацистською владою для польських євреїв у районі Шродула міста Сосновець у воєводстві Верхня Сілезія. Під час Голокосту в окупованій Польщі більшість в’язнів, приблизно 35 000 єврейських чоловіків, жінок і дітей, були депортовані до табору смерті Аушвіц на потягах Голокосту після облав, які тривали з червня до серпня 1943 року. Гетто було ліквідоване під час повстання, останнього акту непокори його підпільній єврейській бойовій організації (ŻOB), що складалася з молоді. Більшість єврейських бійців загинули.
Сосновецьке гетто утворювало єдину адміністративну одиницю з Бендзінським гетто , оскільки обидва міста входять до однієї метрополії в басейні Домброва . До депортації євреї з двох гетто ділили город «Фарма», виділений юденратом сіоністській молоді.

## Історія
Перед війною в Сосновці було близько 30 000 євреїв, що становило близько 20% населення міста.  Протягом наступних двох років німці переселили тисячі євреїв із менших міст до Сосновця, тимчасово збільшивши розмір місцевої єврейської громади до 45 000 осіб.  Наприкінці 1942 року Бендзін і сусідній Сосновець (який межував з Бендзіном) стали єдиними двома містами в регіоні Заґленм'є Домбровське, які все ще були населені євреями. 
Місто, розташоване на довоєнному польсько-німецькому кордоні, було захоплене німцями в перший день вторгнення до Польщі. Наступного ранку почалися арешти та побиття відоміших євреїв. 9 вересня 1939 року була спалена Велика синагога в Сосновці. Місцевих євреїв виселяли з кращих домівок і тероризували на вулицях. Єврейські підприємства грабували окремі солдати та закривали нацисти до завершення процесу конфіскації. Незабаром послідували розстріли та перші масові страти. Примусове переселення в багатолюдні багатоквартирні будинки повільно створювало гетто.
Юденрат і єврейська поліція були незабаром створені за наказом Німеччини; головою Сосновецького юденрату був Моше Мерін (пол. Mojżesz Merin). Введено нормування харчування. Євреям було заборонено купувати щось поза межами своєї громади. У перші місяці 1940 року в Сосновці було створено Zentrale der Jüdischen Ältestenräte in Oberschlesien (Центральний офіс єврейських рад старійшин у Верхній Сілезії) на чолі з Меріном, який представляв близько 45 громад. На деякий час Мерін став сумно відомим як диктатор євреїв Заґлемб’я, який мав владу над життям і смертю над місцевими євреями. Для євреїв, депортованих до Сосновця з Чехословаччини, було створено трудовий табір для роботи на фабриці братів Шайн. Для місцевих жителів створено численні примусові роботи; виготовлення форменого одягу, білизни, корсетів, сумок, шкіряних сумочок, військового взуття. У 1940 році до міста прибуло близько 2592 німецьких військових спекулянтів. До 1942 року їх кількість зросла до 10 749 поселенців, що становило 10% загального населення.

### Повстання

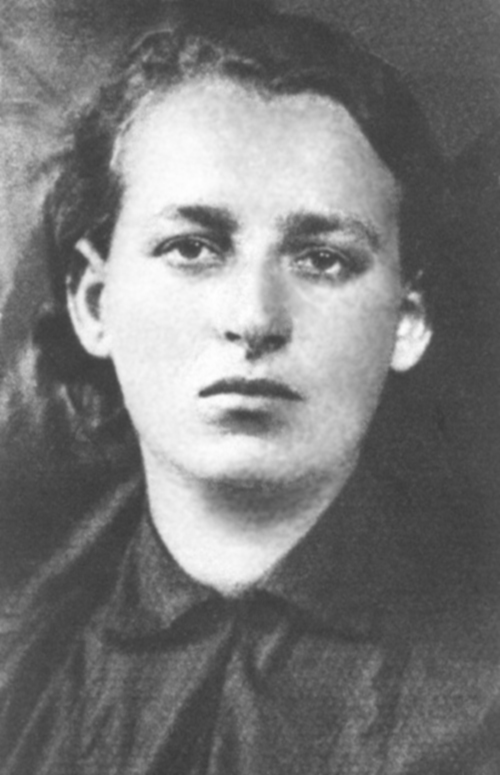
Фрумка Плотницька, 29 років, очолила повстання в гетто Бендзін неподалік Сосновця

Серед євреїв у Сосновецькому та Бендзінському гетто поблизу була значна підпільна діяльність, організована молодіжними організаціями Ha-No'ar ha-Ziyyoni, Gordonia та Ha-Shomer ha-Za'ir. Під час останньої великої депортації в серпні 1943 року Єврейська бойова організація (пол. Żydowska Organizacja Bojowa, ŻOB) у Бендзіні та Сосновці підняли повстання проти німців. Повстання, яке почалося 3 серпня 1943 року, очолили Цві (Цві) Брандес, Фрумка Плотницька та брати Кожухи. Це був остаточний акт непокори місцевому населенню без шансів на успіх. Більшість молодих єврейських бійців загинуло (400 убитих у бою), борючись із переважаючими німецькими силами. Останній транспорт Голокосту до Аушвіц-Біркенау з євреями, змушеними ховати мертвих, покинув Сосновець 15 січня 1944 року.
Про опір мешканців гетто вшановує одна з вулиць у Сосновці, яка носить назву «Вулиця Героїв Гетто» (Ul. Bohaterów Getta). Також є площа братів Кожухів (Plac Braci Kożuchów) з меморіалом гетто. 

## Порятунок Голокосту
Католицький монастир кармеліток на чолі з матір’ю Терезою Кероцінською допомагав євреям у гетто та переховувалися. Кероцінська була нагороджена медаллю Праведника через 46 років після смерті. У 2013 році Папа Франциск оголосив її «героїчною в чесноті». При монастирі сестри кармелітки тримають сиротинець. Вони безкоштовно доставляли хліб євреям у криївках, надсилали продуктові посилки до Освенціма та рятували єврейських дітей, ховаючи їх під вигаданими іменами серед християнських сиріт. Монастир часто перевіряло гестапо за підозрою в незаконній діяльності.